# Јан Арношт Ханчка
За друга значења, погледајте Ханчка.
Јан Арношт Ханчка (глсрп. Jan Arnošt Hančka, Гутау, 11. септембар 1867 — Пуршвиц, 17. јун 1928) био је лужичкосрпски учитељ, писац.
Отац му је био фармер. У младости је изгубио мајку. Од 1882. до 1888. године студирао је на Покрајинско-сталешкој учитељској семинарији у Бауцену. Од 1888. до 1890. године радио је као учитељ у Нојдорфу и од 1890. до 1892. године — у Мушелвицу — двогодишњим „вендско-немачким” школама. Од 1892. до 1928. године био је школски руководилац и кантор у Пуршвицу. Оженио се кћерком кантора Ротенбурга, од које имао је кћер. Противник Ј. Барта Ћишинског и А. Барта о питању школских наредби према лужичкосрпском језику. Уређивао је школске хрестоматије Kwětki (1921) и Zahrodka (1925). Написао је аутобиографију Z mojich dźěćacych lět (1928). Члан Матице лужикосрпске од 1910. године, члан Савеза лужичкосрпских учитеља.
По налогу начелника бауценског округа после 1914. године надгледао је лужичкосрпске периодичне публикације — „Сербске новини”, „Лужицу” и „Католски посол”, преведео за начелника критички чланци. Саопштавао је да је уредник новина „Сербске новини” Марко Смолер имао про-руску позицију. Ипак, након његове смрти лужичкосрпски учитељ Мјерчин Крал писао је да је Ханчка био одан син свог народа.